# Andrena miserabilis
Andrena miserabilis är en biart som beskrevs av Cresson 1872. Andrena miserabilis ingår i släktet sandbin, och familjen grävbin. Inga underarter finns listade i Catalogue of Life.

## Bildgalleri

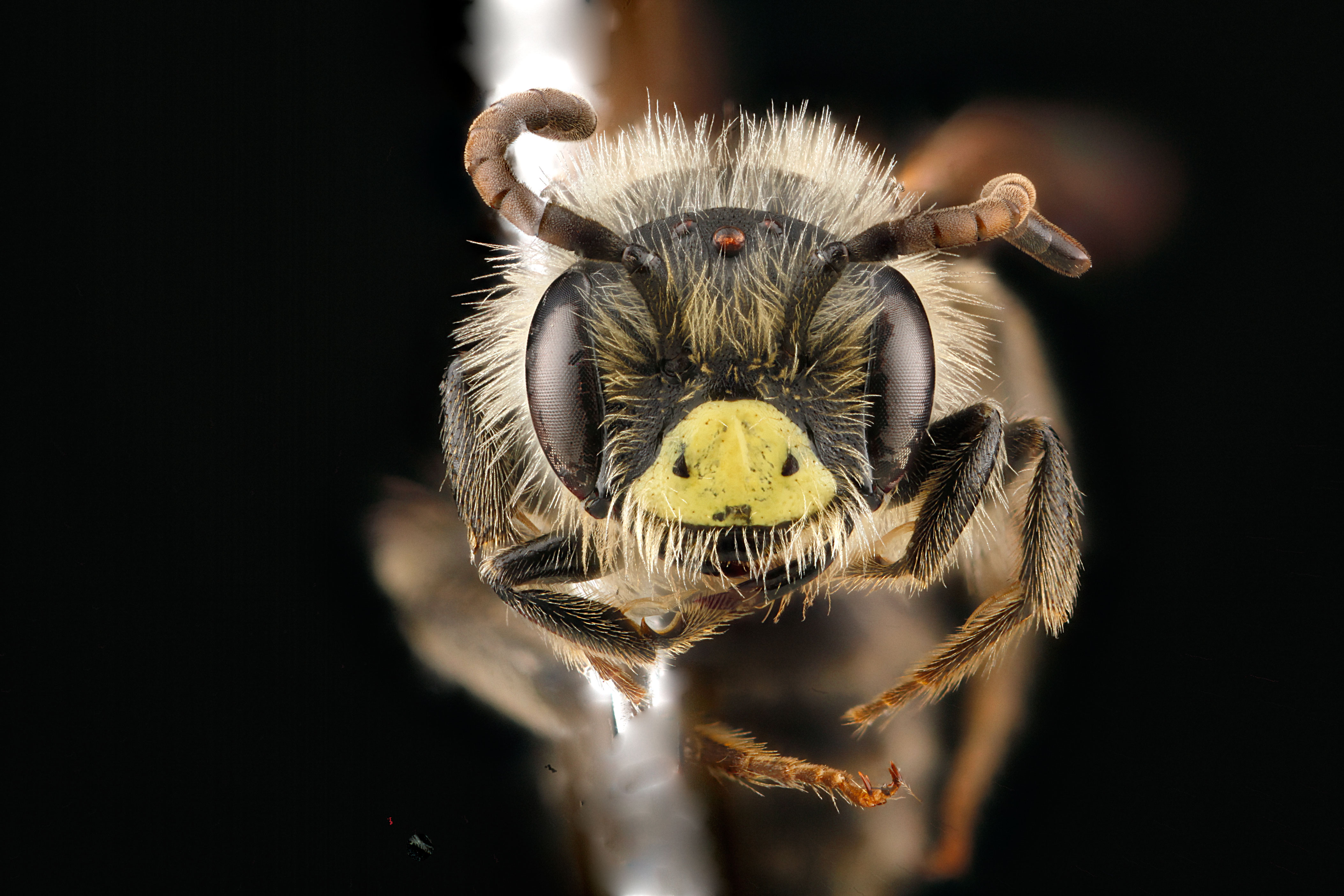
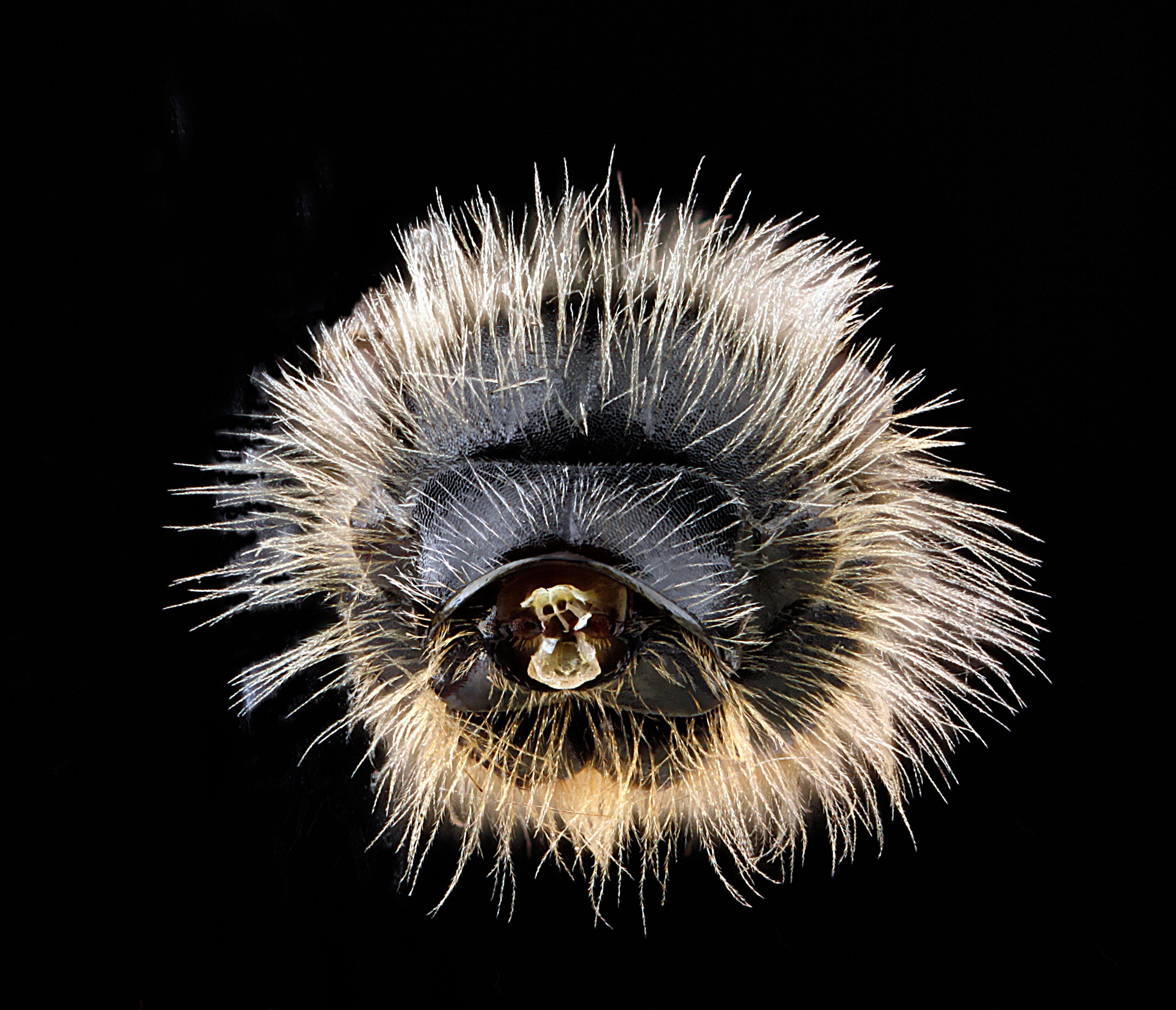
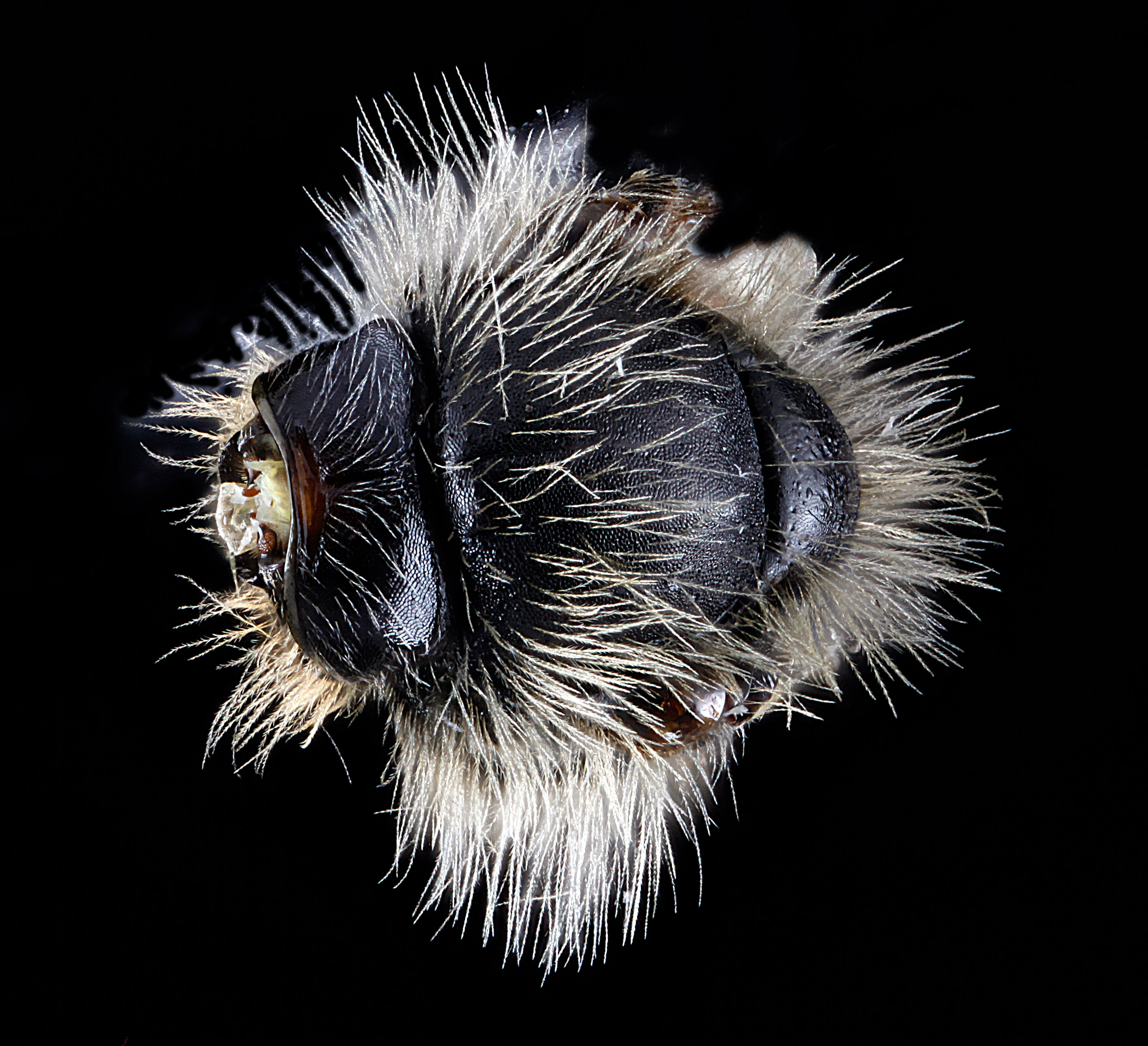